# Patanski kraljevi trg
Patanski kraljevi trg ali Trg Patan Durbar je v središču mesta Lalitpur v Nepalu. Je eden od treh kraljevih trgov v Katmandujski dolini, ki so na Unescovem seznamu svetovne dediščine. Ena njegovih atrakcij je starodavna kraljeva palača, kjer so živeli kralji rodbine Malla.
Trg je čudovita nevarska arhitektura. Tla so prekrita z rdečo opeko . Na tem območju je veliko templjev in idolov. Glavni templji so nasproti zahodne fasade palače. Vhodi templjev so obrnjeni proti vzhodu, proti palači. Ob robu glavnega templja je tudi zvon . Na trgu so tudi stare stanovanjske hiše Nevarcev. V okolici Patanskega kraljevega trga so še drugi templji in strukture, ki so jih zgradili Nevarci.
Trg je bil močno prizadet zaradi potresa aprila 2015. 

## Zgodovina
Zgodovina kraljevega trga ni jasna. Kljub temu, da so kralji rodbine Malla iz Lalitpurja zaslužni za ustanovitev kraljevega trga, je znano, da je kraj starodavno križišče. Pradhani (ministeriali, naslov se uporablja v južni Aziji in je enakovreden bolj priljubljenemu izrazu vezir v rangu in funkciji), ki so se naselili okoli mesta pred rodbino Malla, so povezani s trgom. Nekatere kronike namigujejo, da je dinastija Thakuri zgradila palačo in izvedla reforme na tem območju, vendar o tem ni veliko dokazov. Znanstveniki so prepričani, da je bil Patan cvetoče mesto že od antičnih časov. 
Kralji rodbine Malla so naredili pomembne spremembe na trgu. Večina sedanje arhitekture je iz let okoli 1600, zgrajena v času vladavine kralja Siddhi Narsingh Malla in njegovega sina Srinivasa Sukriti. Nekateri pomembni kralji rodbine Malla, ki so izboljšali trg, so Purandarasimha, Sivasimha Malla in Yoganarendra Malla.

## Pomembne zgradbe
Patan je eno najstarejših budističnih mest. Je središče hinduizma in budizma s 136 bahali ali dvorišči in 55 glavnimi templji . Večina teh objektov je v bližini kraljevega trga. 

### Krišna Mandir
Tempelj Krišne je najpomembnejši tempelj na Patanskem kraljevem trgu . Zgrajen je bil v lokalnem slogu šikara, imenovanem Granthakuta . Kamnite rezbarije vzdolž snopa nad prvim in drugim nadstropjem so najbolj opazne. Rezbarije stebrov v prvem nadstropju pripovedujejo o dogodkih Mahabharate, na drugem nadstropju pa so vidne rezbarije iz Ramajane .
Tempelj je leta 1637 zgradil kralj Siddhi Narsingh Malla. Rečeno je, da je kralj neke noči videl Krišno in njegovo soprogo boginjo Srimati Radho, ko sta stala pred kraljevo palačo. Odredil je gradnjo templja na tem mestu . V templju je 21 zlatih fial. Pod konico so tri nadstropja. V prvem nadstropju je glavno svetišče Krišne s svetišči Radhe in Rukmini na vsaki strani. Drugo nadstropje je posvečeno Šivi, tretje pa Lokeshworju (Avalókitéšvara).
V času praznovanja rojstva Krišne, Krišna Janmaštami, je trg natrpan s tisočimi hindujskimi romarji in privrženci .

### Bhimov tempelj
Bhimov (Bhin: dya) tempelj je leta 1680 zgradil Srinivasa Malla. Znan je po svojih treh med seboj povezanih zlatih oknih. Bhima je velika osebnost v Mahabharati. Znano je, da je bil pogumen in močan. Nevarci ga tradicionalno častijo kot boga gospodarstva in trgovine . Turistom ni dovoljeno vstopiti v tempelj .

#### Tempelj Vishwanath
Tempelj Višvanath (Vishwanath) je posvečen bogu Šivi. Zgrajen je bil leta 1627 v času vladavine Siddhija Narsingha Malla. Strešne opore so okrašene z erotičnimi rezbarijami, podobnimi podobam, ki so razširjene v templjih Šive v Indiji. Tempelj na vhodu varujeta dva kamnita slona. Na drugi strani templja je skulptura bika, Šivino vozilo. Kamniti lingam je svetinja v templju .

### Tempelj Taleju Bhawani
Tempelj Taleju je leta 1640 zgradil Siddhi Narsingh Malla, leta 1667 pa ga je po požaru obnovil Srinivasa Malla. Taleju Bhawani je bilo osebno božanstvo kraljev Malla. Gre za tempelj s petimi nadstropji s trojno streho . Kronika iz 14. stoletja kraljev Gopale namiguje na tempelj Taleju, ki so ga zgradili Pradhani pred Malli.

## Palača
Tri glavna dvorišča v palači so Mul Čovk, Sundari Čovk in Kešav Narajan Čovk. Poleg teh dvorišč se kompleks ponaša z impresivnimi templji, verskimi svetišči in zgodovinskimi kraji, ki so znani po vrhunskih rezbarijah in lepem prikazu starodavne nevarske arhitekture. 

### Kešav Narajan Čovk
Kešav Narajan Čovk je znotraj Patanskega muzeja, severno od Mul Čovka. Tempelj Kešav Narajan je v središču tega čovka in je dal dvorišču ime.

### Mul Čovk
Mul Čovk je osrednje dvorišče. To je najbolj znano in največje dvorišče med tremi glavnimi dvorišči. Tempelj Vidja je v središču in tempelj Taleju stoji okoli dvorišča. Vhod v svetišče Taleju je na južni strani dvorišča in je omejeno s kipi reke boginje Ganges na želvi in Jamuna na izrezljanimakuri (mitski krokodil). [21]

### Sundari Čovk
Sundari Čovk je južno od Mul Čovka. Zasnovan je s potopljenim rezervoarjem Tuša Hiti. Manjši od Mul Čovka je zdaj odprt za javnost. Vhod v chowk je varovan s kamnitimi kipi Hanuman, Ganeša in Nara Singha, človek-lev, oblika Višnuja.

## Galerija
- Bhandarkhal vrt in vodni zbiralnik
- V času obnove trga
- Relief z domačimi živalmi
- Mul čovk
- Tuša Hiti